# Kunj
Kunj is een plaats in de gemeente Raša in de Kroatische provincie Istrië. De plaats telt 85 inwoners (2001).